# WAFU-nemzetek kupája
A WAFU-nemzetek kupája (angolul: WAFU Nations Cup) egy a WAFU által kiírt nemzetközi labdarúgótorna Nyugat-afrikai labdarúgó-válogatottak számára.
A címvédő Ghána csapata.

## Eredmények
| Év             | Rendező          |                                                                                  | Döntő                                                                            | Döntő                                                                            | Döntő        |          | Bronzmérkőzés  | Bronzmérkőzés | Bronzmérkőzés |
| Év             | Rendező          | Győztes                                                                          | Eredmény                                                                         | Döntős                                                                           | 3. helyezett | Eredmény | 4. helyezett   |               |               |
| 2002 Részletek | Elefántcsontpart | Elmaradt, mert a torna előtt egy nappal polgárháború tört ki Elefántcsontparton. | Elmaradt, mert a torna előtt egy nappal polgárháború tört ki Elefántcsontparton. | Elmaradt, mert a torna előtt egy nappal polgárháború tört ki Elefántcsontparton. |              |          |                |               |               |
| 2010 Részletek | Nigéria          | · Nigéria                                                                        | 2–0                                                                              | · Szenegál                                                                       | · Ghána      | 1–0      | · Burkina Faso |               |               |
| 2011 Részletek | Nigéria          | · Togo                                                                           | 3–2                                                                              | · Nigéria                                                                        | · Libéria    | 3–1      | · Ghána        |               |               |
| 2013 Részletek | Ghána            | · Ghána                                                                          | 3–1                                                                              | · Szenegál                                                                       | · Benin      | 1–2      | · Togo         |               |               |

- h.u. – hosszabbítás után
- b.u. – büntetők után
- n.r. – nem rendeztek bronzmérkőzést

## Éremtáblázat
| Poz. | Ország   |   |   |   |   |
| ---- | -------- | - | - | - | - |
| 1.   | Nigéria  | 1 | 1 | 0 | 2 |
| 2.   | Ghána    | 1 | 0 | 1 | 2 |
| 3.   | Togo     | 1 | 0 | 0 | 1 |
| 4.   | Szenegál | 0 | 2 | 0 | 2 |
| 5.   | Libéria  | 0 | 0 | 1 | 1 |
| 5.   | Benin    | 0 | 0 | 1 | 1 |